# Z — значит Захария
«Z — значит Захария» (англ. Z for Zachariah) — исландский постапокалиптический фильм 2015 года режиссёра Крэйг Зобела. Сценарий основан на одноимённом романе Роберта О’Брайена. Премьера фильма состоялась на кинофестивале Сандэнс. Фильм вышел в прокат 28 августа 2015 года.

## Сюжет
Энн удалось выжить после ядерной катастрофы, уничтожившей большую часть человечества. Она встречает учёного Лумиса и у них зарождаются чувства, но ситуация усложняется, когда они находят ещё одного выжившего.

## В ролях
- Чиветел Эджиофор — Лумис
- Марго Робби — Энн
- Крис Пайн — Калеб

## Восприятие
Фильм получил в основном положительные отзывы. На сайте Rotten Tomatoes на основе 71 рецензии со средним баллом 6,9 из 10 фильм получил оценку 77 %. На сайте Metacritic фильм имеет оценку 68 балла из 100 на основе рецензий 28 критиков.